# مديرية حيدان

تعديل مصدري - تعديل

مديرية حيدان إحدى مديريات محافظة صعدة في اليمن. بلغ عدد سكانها 60331 نسمة عام 2004. تقع في جنوب غرب محافظة صعدة.

موقع مديرية حيدان في محافظة صعدة